# Alpsippa
Alpsippa (Anemone alpina syn. Pulsatilla alpina) är en art i familjen ranunkelväxter och förekommer naturligt från sydvästra och sydcentrala Europa till nordvästra Balkan. Alpsippa odlas ibland som trädgårdsväxt i Sverige.

## Underarter
Arten delas in i följande underarter:
- A. a. alpina
- A. a. apiifolia
- A. a. austriaca
- A. a. austroalpina
- A. a. cantabrica
- A. a. cottianaea
- A. a. cyrnea
- A. a. font-queri
- A. a. millefoliata
- A. a. montsicciana
- A. a. schneebergensis